# Musgo (rosa)

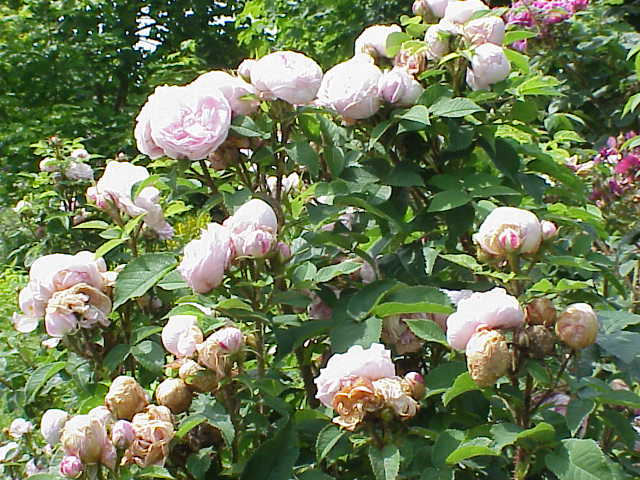
Rosa musgosa 'Madame Edouard Ory', (M. Robert 1854).

Las rosas musgo, también llamadas musgosas o rosales musgosos, son un grupo de rosas antiguas de jardín, que se basan en una mutación de Rosa x centifolia, la rosa Provenza o rosa repollo, algunas de ellas con rosas de damasco como el otro parental.
Las rosas musgosas llevan glándulas portadoras de resina en los sépalos que a menudo desprende un olor agradable amaderado o bálsamo cuando se frota. Las rosas musgosas no son solo apreciadas por este rasgo único, sino también como un grupo que han contribuido a la elaboración de nuevas clasificaciones de rosas. 
Las rosas musgosas con fondo centifolia son florecientes de una sola vez; algunas rosas de musgo exhiben floración de repetición, lo que indica la filiación damasco del otoño. Ejemplos: 'Moss Común' (centifolia de musgo), 'Mousseline', también conocido como 'Alfred de Dalmas' (Otoño damasco de musgo).

## Historia
Los rosales antiguos son las variedades que existían antes del año 1867. Son poco conocidos en el mercado actual. Poco a poco se van utilizando más, pues son increíblemente fuertes y robustos.
No requieren de muchos cuidados ya que tienen menos problemas de plagas y enfermedades. 

## Características
Las rosas musgosas tienen apariencias a los rosales antiguos.
Arbustos poco densos pero muy atractivos por el follaje y por la vellosidad que aparece en la parte inferior del cáliz, con aspecto de musgo o moho. 
Desarrollo de arbusto de poco porte. Las hojas son en general de color verde oscuro. 
En verano producen flores dobles a plenamente dobles
Necesitan posición protegida. Son recomendables para bancales y borduras. 

## Selección de cultivares
Algunas de las variedades de rosas musgo y obtenciones conseguidas por distintos obtentores.

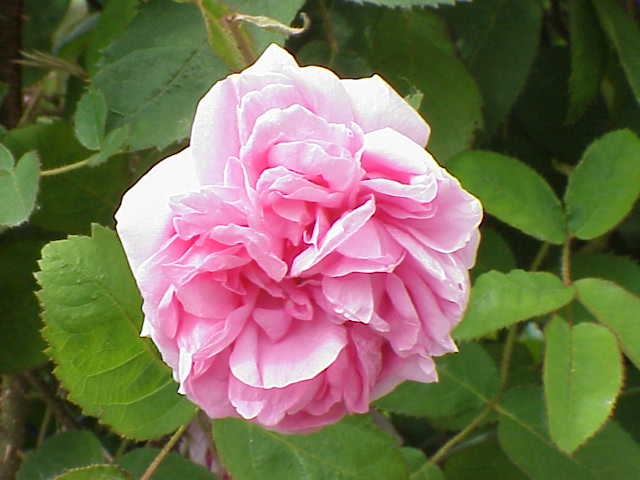
'Communis', origen desconocido 1696.
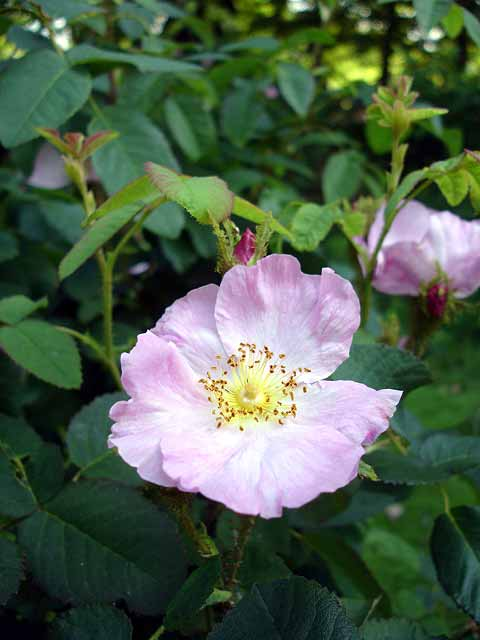
'Muscosa Simplex'.
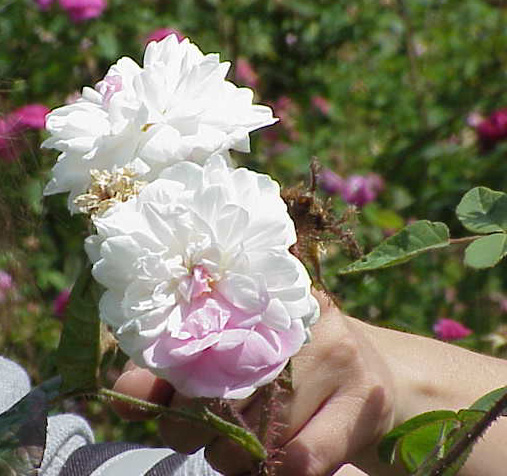
'Shailer's White Moss', Henry Shailer sr 1788.
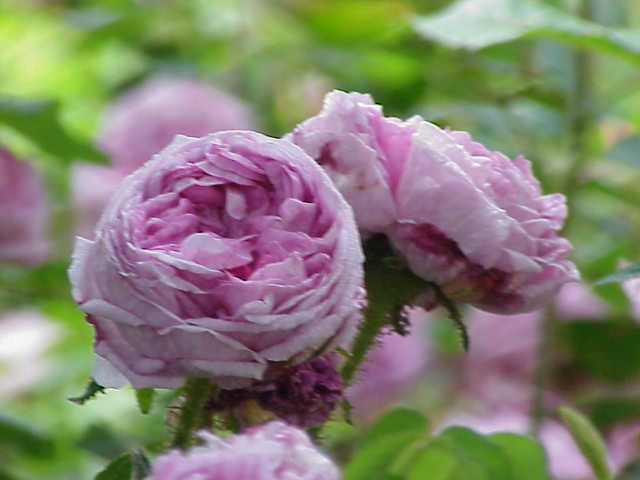
'Mousseux Ancien', Vibert 1825.
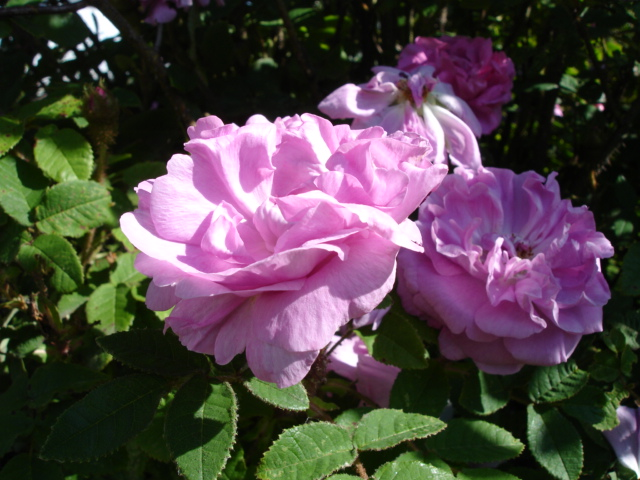
'Coralie', Miellez 1848.
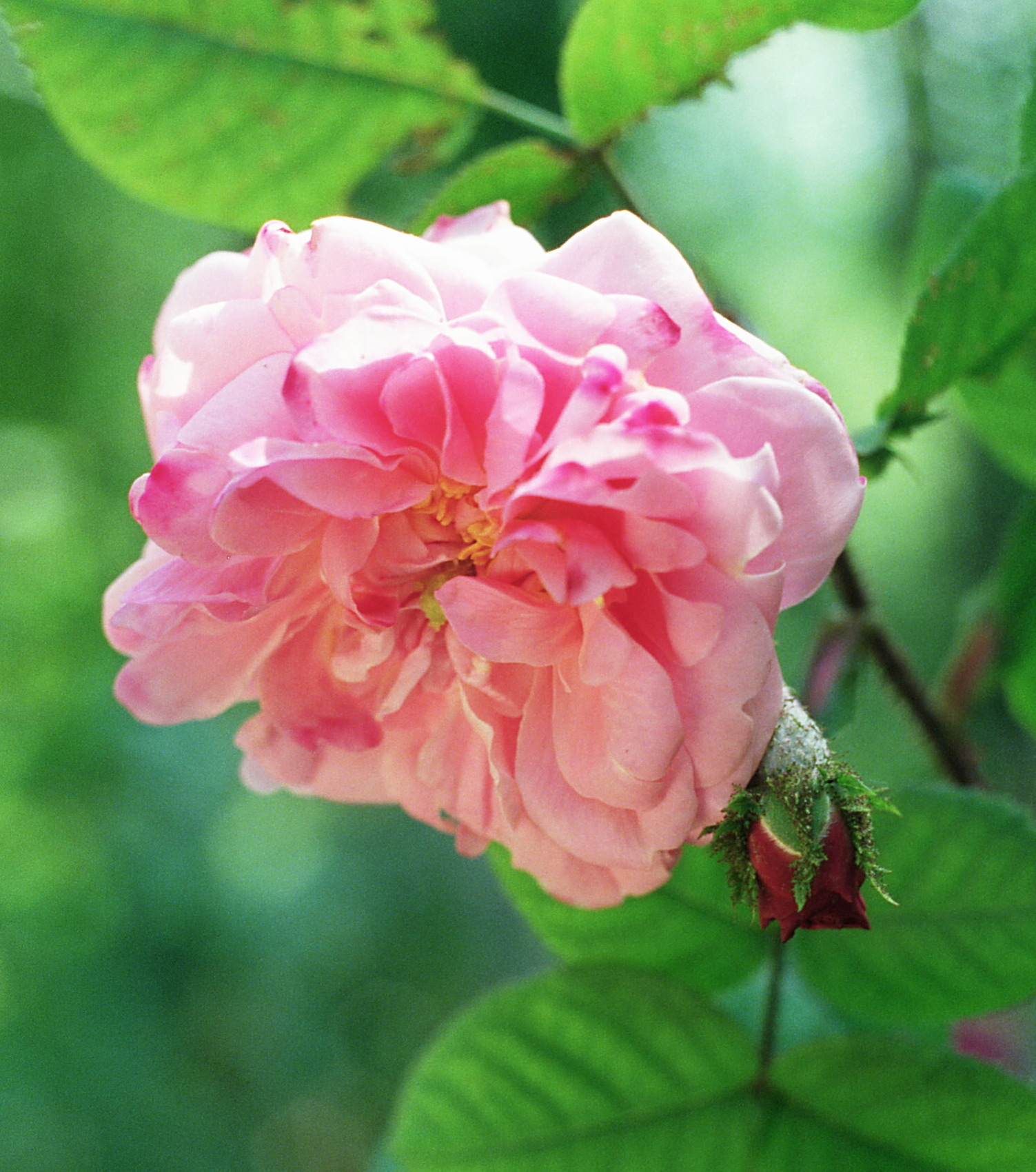
'Jeanne de Montfort', Robert 1851.
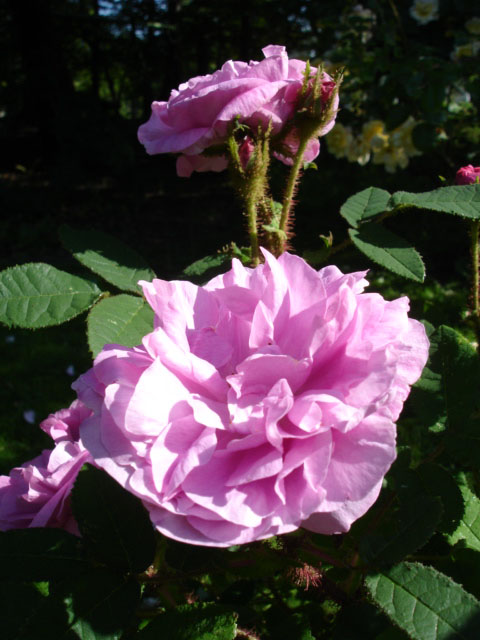
'Madame de la Rôchelambert', Robert 1851.
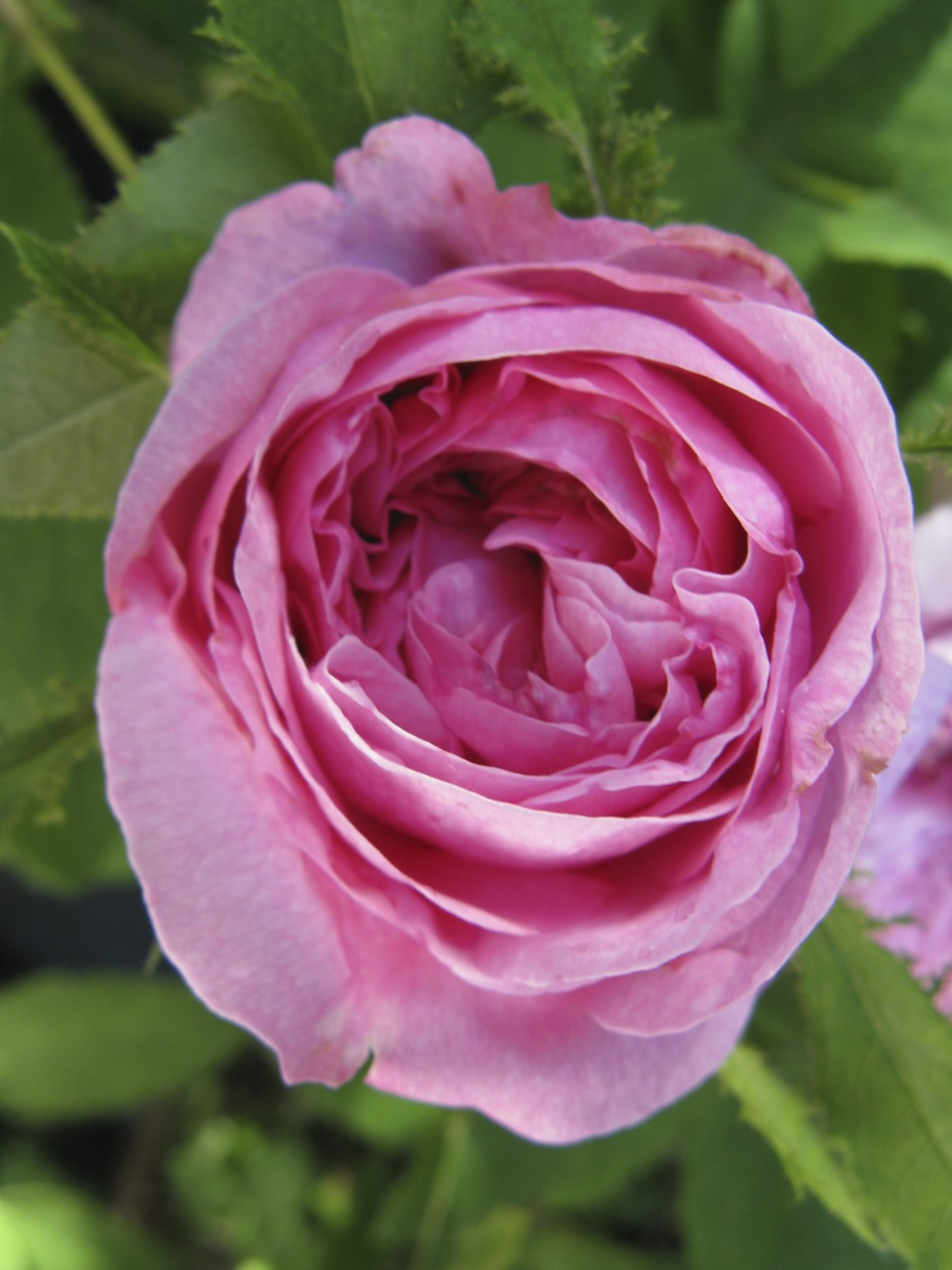
'Gloire des Mousseuses', Laffay 1852.
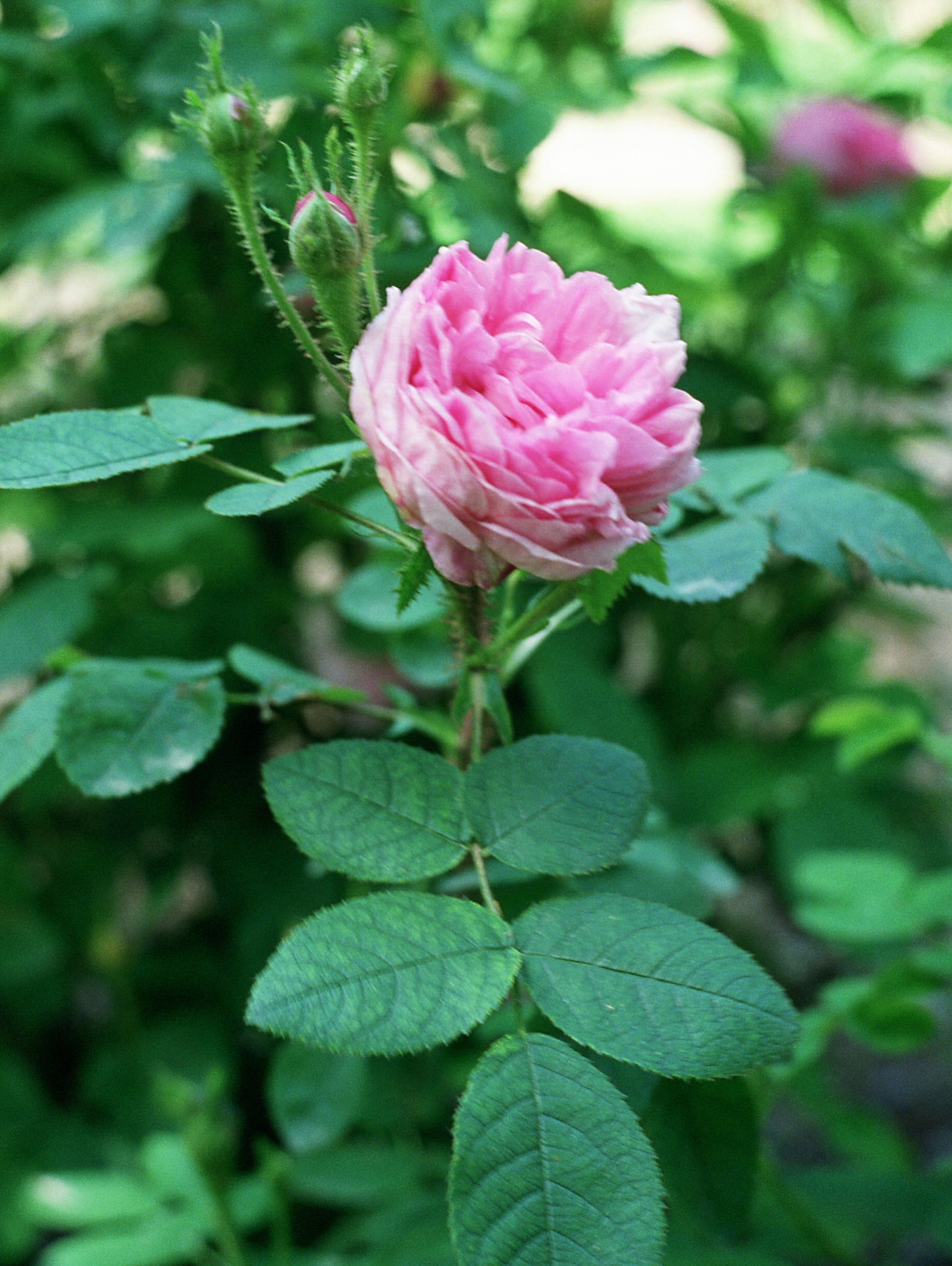
'Salet', Lacharme 1854.
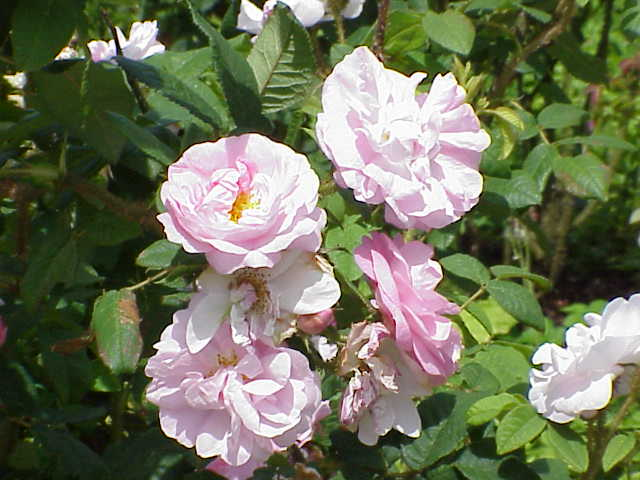
'Général Kléber', M. Robert 1856.
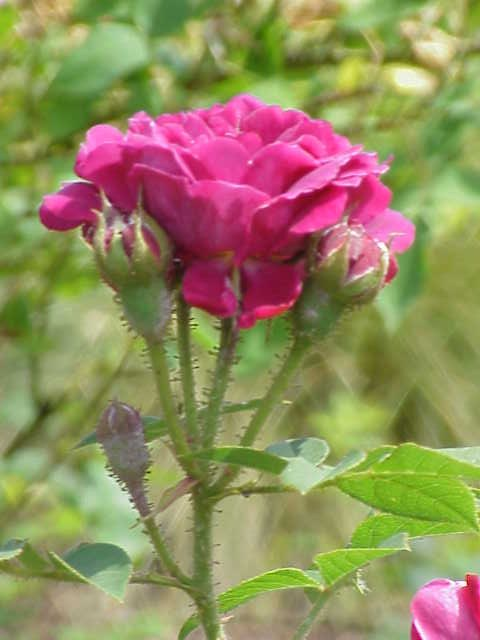
'Souvenir de Pierre Vibert', Robert & Moreau 1867.
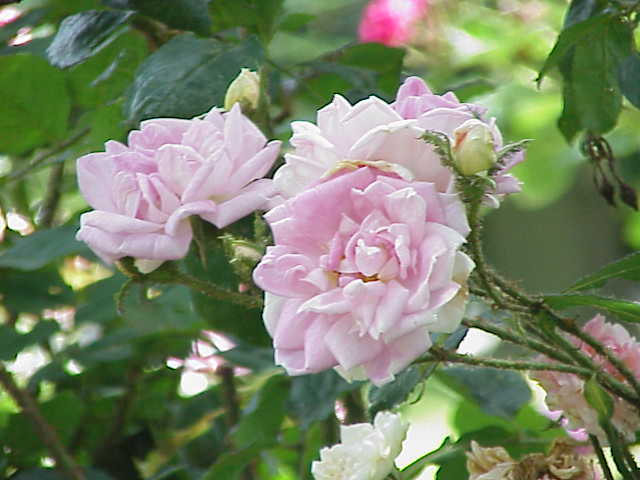
'Robert Léopold', Buatois 1941.
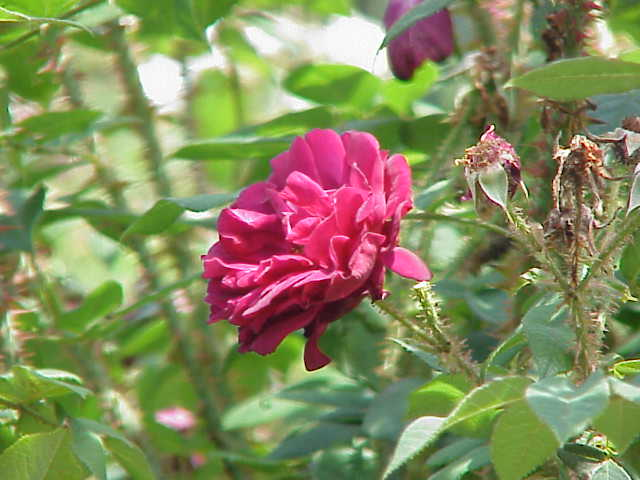
'Black Boy', Kordes 1958.